# Єзьоркі (Моґіленський повіт)
Єзьоркі (пол. Jeziorki, нім. Amalienhof) — село в Польщі, у гміні Стшельно Моґіленського повіту Куявсько-Поморського воєводства.
Населення — 223 особи (2011).
У 1975-1998 роках село належало до Бидгощського воєводства.

## Демографія
Демографічна структура станом на 31 березня 2011 року:
|          | Загалом | Допрацездатний вік | Працездатний вік | Постпрацездатний вік |
| -------- | ------- | ------------------ | ---------------- | -------------------- |
| Чоловіки | 110     | 26                 | 74               | 10                   |
| Жінки    | 113     | 18                 | 66               | 29                   |
| Разом    | 223     | 44                 | 140              | 39                   |